# Županijska cesta Ž4133
Ž4133 je županijska cesta u Hrvatskoj.
Cesta spaja Osječko-baranjsku i Vukovarsku srijemsku županiju točnije državnu cestu D46. Prolazi kroz naselja Kešinici, Vrbica i Stari Mikanovci.
Ukupna duljina ceste iznosi 7,5 km.